# Cliostomum
Cliostomum Fr. (jasenka) – rodzaj grzybów z rodziny odnożycowatych (Ramalinaceae). Ze względu na współżycie z glonami zaliczany jest do grupy porostów.

## Systematyka i nazewnictwo
Pozycja w klasyfikacji według Index Fungorum: Ramalinaceae, Lecanorales, Lecanoromycetidae, Lecanoromycetes, Pezizomycotina, Ascomycota, Fungi.
Synonimy nazwy naukowej: Catillariomyces E.A. Thomas ex Cif. & Tomas., Rhytismella P. Karst., Sporoblastia Trevis.
Nazwa polska według W. Fałtynowicza.

## Niektóre gatunki
- Cliostomum corrugatum (Ach.) Fr. 1845 – jasenka ziarnista
- Cliostomum flavidulum Hafellner & Kalb 1992
- Cliostomum griffithii (Sm.) Coppins 1980 – jasenka Griffitha
- Cliostomum leprosum (Räsänen) Holien & Tønsberg 1992 – jasenka północna
- Cliostomum subtenerum Coppins & Fryday 2012
- Cliostomum tenerum (Nyl.) Coppins & S. Ekman 1997

Nazwy naukowe na podstawie Index Fungorum (uwzględniono tylko gatunki zweryfikowane). Nazwy polskie według checklist W. Fałtynowicza.